# Pedro Sarabia
Pedro Alcides Sarabia Achucarro (* 5. července 1975) je paraguayský fotbalový trenér a bývalý obránce. V současnosti je trenérem Nacional Asunción.

## Kariéra
Sarabia debutoval v národním týmu Paraguaye v roce 1995 a má na kontě 47 startů. Paraguay reprezentoval na mistrovství světa v letech 1998 a 2002.
Sarabia ukončil aktivní profesionální fotbalovou kariéru 7. července 2012, kdy hrál za Libertad proti Rubiu Ñú (1:0) v posledním zápase turnaje Apertura 2012. Ve 26. minutě druhého poločasu byl vystřídán.